# Anthurium coriaceum
Anthurium coriaceum é uma espécie de planta do gênero Anthurium e da família Araceae.
É comercializada como planta ornamental.

## Taxonomia
A espécie foi descrita em 1839 por George Don.
Os seguintes sinônimos já foram catalogados:
- Pothos coriaceus  Graham
- Anthurium glaucescens  Kunth
- Anthurium glaucum  Schott
- Anthurium reflexum  G.Don
- Anthurium rubriflorum  Engl.
- Anthurium subcaulescens  (Vell.) Stellfeld
- Pothos reflexus  Hoffm. ex Kunth
- Pothos subcaulescens  Vell.

## Forma de vida
É uma espécie rupícola e herbácea.

## Conservação
A espécie faz parte da Lista Vermelha das espécies ameaçadas do estado do Espírito Santo, no sudeste do Brasil. A lista foi publicada em 13 de junho de 2005 por intermédio do decreto estadual nº 1.499-R.

## Distribuição
A espécie é endêmica do Brasil e encontrada nos estados brasileiros de Bahia, Espírito Santo, Minas Gerais, Paraná e Rio de Janeiro, chegando ao norte até o Rio Grande do Norte.  A espécie é encontrada no domínio fitogeográfico de Mata Atlântica, em regiões com vegetação de floresta estacional semidecidual, floresta ombrófila pluvial e vegetação sobre afloramentos rochosos.